# Spilosoma trifasciata
Spilosoma trifasciata är en fjärilsart som beskrevs av Arnold Spuler 1906. Spilosoma trifasciata ingår i släktet Spilosoma och familjen björnspinnare. Inga underarter finns listade i Catalogue of Life.